# Verzorgingsplaats Gävle Bro
Verzorgingsplaats Gävle Bro is een verzorgingsplaats aan de E4 aan de zuidwestkant van de Zweedse stad Gävle. Hij is gelegen tussen de aansluitingen Gävle södra en Johanneslöt en heeft directe op- en afritten van en naar de snelweg. De verzorgingsplaats is eveneens aangesloten op het lokale wegennet. De plaats voorziet in een brugvormig restaurant, tankstations en een levensmiddelenwinkel. Het brugrestaurant is zowel vanaf de oostelijke als de westelijke parkeerplaats toegankelijk. Aan de oostzijde bevinden zich een tankstation en supermarkt van Statoil. Aan de westzijde bevindt zich een tanstation van Preem. Het brugrestaurant wordt geëxploiteerd door Dinners. Gävle Bro is in 1987 in gebruik genomen en kent veel gelijkenissen met de Nyköpingsbro, die ongeveer tegelijk is aangelegd.

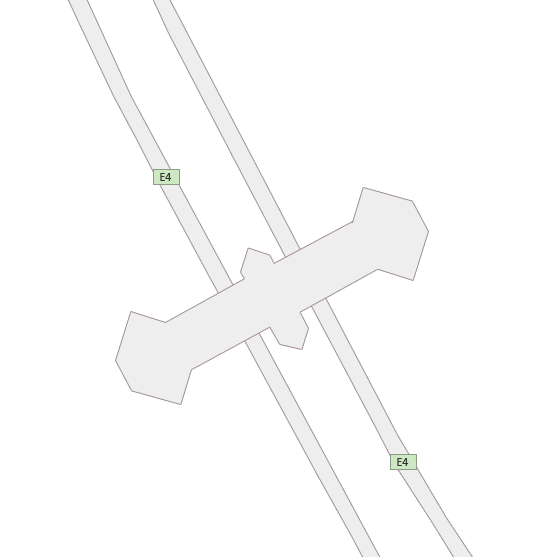
De vorm van het brugrestaurant over de E4
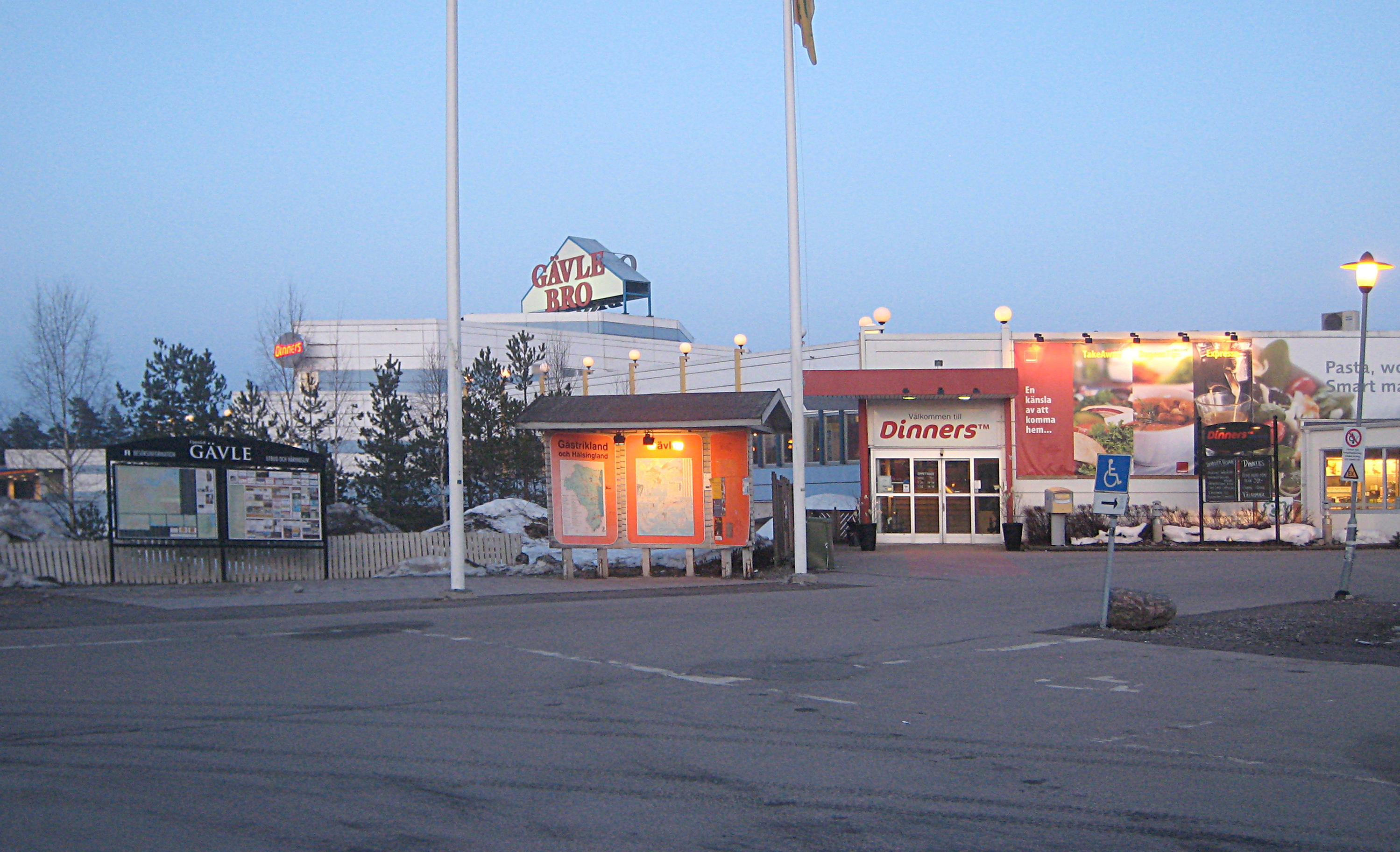
Het parkeerterrein aan de westzijde van het brugrestaurant